# All Right
All Right è un singolo del cantautore statunitense Christopher Cross, pubblicato nel 1983 come primo estratto dal secondo album Another Page.
Il singolo fu prodotto da Michael Omartian e pubblicato su etichetta Warner Records.

## Descrizione
Tra i Paesi dove il singolo ottenne il maggiore successo di vendite, vi furono la Norvegia e la Svizzera, dove il disco raggiunse il quinto posto delle classifiche.
Agli strumenti troviamo praticamente quasi al completo i Toto, con Steve Lukather alla chitarra, Mike Porcaro al basso, Jeff Porcaro alla batteria e l'amico Lenny Castro alle percussioni.

## Tracce
7"
1. All Right – 4:01
2. Long World – 3:32

## Classifiche
| Classifica    | Posizione massima | Nr. di settimane |
| ------------- | ----------------- | ---------------- |
| Belgio        | 15                | 7                |
| Germania      | 23                | 13               |
| Italia        | 13                |                  |
| Norvegia      | 5                 | 4                |
| Nuova Zelanda | 44                | 3                |
| Paesi Bassi   | 15                | 6                |
| Regno Unito   | 55                |                  |
| Svizzera      | 5                 | 7                |

## Cover
Del brano All Right sono state incese delle cover dai seguenti artisti:
- V.I.P. (1992)[1][2][6][7]